# كأس إسكتلندا 1946–47
كأس اسكتلندا 1946–47 (بالإنجليزية: 1946–47 Scottish Cup)‏ هو موسم من كأس اسكتلندا. فاز فيه نادي أبردين.